# 1996년 토론토 국제 영화제
제21회 토론토 국제 영화제는 1996년 9월 5일에 열린 시상식이다.

## 수상 및 후보

### 관객상
- 샤인 - 스콧 힉스 수상
- 뷰티풀 씽 - 헤티 맥도널드 수상
- 아름다운 비행 - 캐럴 발라드 수상

### FIPRESCI-상
- Life - Lawrence Johnston (I) 수상